# لوكاس ديماري
لوكاس ديماري Lucas Demare (14 يوليو 1910 – 6 سبتمبر 1981) مخرج سينمائي أرجنتيني، وكاتب سيناريو ومنتج.
يعتبر من الشخصيات الهامة في تاريخ السينما الأرجنتينية في أربعينات وخمسينات وستينات القرن العشرين.

## أشهر أفلامه
فيلمه الأشهر «حرب الغاوتشو» The Gaucho War عام 1942 يعتبر أحد أفضل الأفلام في تاريخ السينما الأرجنتينية. وحصل عنه على العديد من الجوائز منها جائزة الكوندور الفضية من جمعية نقاد السينما في الأرجنتين، كأفضل مخرج وأفضل فيلم في ذلك العام.
وكذلك فيلم «أفضل تلاميذه» His best Student عام 1944، وفاز كذلك بجائزة من جمعية نقاد السينما في الأرجنتين.

## مهرجان برلين
في عام 1964 اختير عضوا في لجنة تحكيم مهرجان برلين السينمائي الدولي في دورته الرابعة عشر.

## وفاته
مات بسكتة قلبية في عمر الواحد والسبعين في عام 1981.

## أخوه
أخوه لوسيو ديماري هو مؤلف موسيقي وألف العديد من مقطوعات الموسيقى التصويرية للأفلام التي أنتجها لوكاس ديماري.

## أفلام من إخراجه
- صديقان وحب واحد – 1938
- 24 ساعة في الحرية – 1939
- قلب تركي – 1940
- ابن الحي – 1940
- تشينغولو – 1940
- قسيس الغاوتشو – 1941
- البخيل العجوز – 1942
- حرب الغاوتشو – 1942
- أفضل تلاميذه – 1944
- البامباس الوحشية – 1945
- لن أقول وداعاً أبداً – 1947
- كما حلمت به – 1947
- صرخات الشارع - 1948
- حمل اللوم الآخر – 1950
- ليلتي الحزينة – 1951
- رجل وسيم من 900 – 1952
- فاتنة من غرناطة – 1953
- غاوتشو – 1954
- سوق التوريد – 1955
- بعد الصمت – 1956
- الحديد والدم – 1956
- الكلب الأخير – 1956
- زافرا – 1958
- خلف جدار طويل – 1958
- هيكلي العظمي – 1959
- ميدان وينكول (حسناً واحد) – 1960
- عطش – 1960
- إيطاليا من الليلة الأولى – 1964
- الزفاف – 1964
- حرب العصابات – 1965
- حكم خائن – 1967
- السيجارة تحترق – 1967
- طرق بلاد الرافدين – 1968
- دخان الماريجوانا – 1968
- الطيور المجنونة – 1971
- الأم ماري – 1974
- هي فقط – 1975
- رجال البحر – 1977

## روابط خارجية
- لوكاس ديماري على موقع IMDb (الإنجليزية)
- لوكاس ديماري على موقع روتن توميتوز (الإنجليزية)
- لوكاس ديماري على موقع ألو سيني (الفرنسية)
- لوكاس ديماري على موقع أول موفي (الإنجليزية)
- لوكاس ديماري على موقع قاعدة بيانات الأفلام السويدية (السويدية)
- لوكاس ديماري على موقع قاعدة بيانات الفيلم (الإنجليزية)
- لوكاس ديماري على موقع كينوبويسك (الروسية)